# 八代市立鏡西部小学校
八代市立鏡西部小学校（やつしろしりつ かがみせいぶしょうがっこう）は、かつて熊本県八代市鏡町野崎にあった公立の小学校。
2020年（令和2年）3月末をもって閉校し、八代市立鏡小学校に統合された。

## 概要
歴史
1876年（明治9年）に「内田小学校野崎支校（分校）」として創立。創立から144年経った2020年（令和2年）に閉校した。
校訓
「自主・責任・協力」
校章
校歌
1964年（昭和39年）制定。作詞は永松豊三、作曲は坂井建二による。歌詞は3番まであり、各番の歌詞中に校名の「鏡西部校」が登場する。
通学区域
中学校区は八代市立鏡中学校であった。

## 沿革
- 1876年（明治9年）2月 - 野崎村に「公立内田小学校 野崎支校」が創立。
- 1881年（明治14年）4月 - 「公立鏡内小学校 野崎分校」に改称。
- 1887年（明治20年）3月 - 「尋常鏡小学校 野崎分校」に改称。
- 1889年（明治22年）4月1日 - 町村制施行に伴い、八代郡1町（鏡）5村（内田・鏡・芝口・野崎・上鏡）が合併の上、「鏡町」が発足。
- 1892年（明治25年）4月 - 尋常鏡小学校から分離の上、「野崎尋常小学校」として独立。
- 1901年（明治34年）3月 - 校舎を改築。
- 1908年（明治41年）4月 - 改正小学校令により、尋常科（義務教育年限）が4年制から6年制に改められる。尋常科5年を新設。
- 1909年（明治42年）4月 - 尋常科6年を新設。
- 1910年（明治43年）4月 - 校舎を増築。
- 1941年（昭和16年）4月1日 - 国民学校令施行により、「鏡町野崎国民学校」に改称。尋常科を初等科に改める。
- 1947年（昭和22年）4月1日 - 学制改革（六・三制の実施）により、新制小学校「鏡町立野崎小学校」に改組・改称。
- 1948年（昭和23年）- 最終所在地に移転を完了。
- 1950年（昭和25年）4月1日 - 「鏡町立鏡西部小学校」と改称。校区改定により、鏡小学校から3地区（四丁間・三番割・横江）が移管され、該当地区の児童が転入。
- 1964年（昭和39年）12月12日 - 校歌を制定。
- 1968年（昭和43年）6月 - プールが完成。
- 1969年（昭和44年）3月 - 体育館が完成。
- 1977年（昭和52年）2月 - 創立100周年記念式典を挙行。
- 1980年（昭和55年）4月 - 新校舎が完成。
- 1991年（平成3年）3月 - 新体育館が完成。
- 2001年（平成13年）5月 - プール（低学年用）を改修。
- 2002年（平成14年）4月 - 複式学級が2クラスとなる。
- 2005年（平成17年）8月1日 - 八代市との合併により、「八代市立鏡西部小学校」（最終名）に改称。
- 2020年（令和2年）
  - 2月16日 - 閉校式を挙行。
  - 3月31日 - 八代市立鏡小学校への統合により、閉校。

## 交通アクセス
最寄りの鉄道駅
- JR九州 鹿児島本線 「有佐駅」

最寄りの幹線道路
- 熊本県道338号八代不知火線

## 周辺
- 野崎公民館
- 龍神宮